# Tadaoki Ishihara
Tadaoki Ishihara (jap. 石原 忠興, Ishihara Tadaoki; * 13. Januar 1940 in Kunitachi westlich von Tokio, Japan) ist ein zeitgenössischer japanischer Komponist.
Er wuchs als Sohn eines buddhistischen Priesters inmitten von Klängen japanisch-buddhistischer Musik auf. Er absolvierte sein Studium am Kunitachi College of Music und graduierte 1966. Nach seiner Graduierung studierte er noch Zwölftonmusik und schloss ein intensives Studium der klassischen japanischen Instrumental- und Vokalmusik an. Von 1984 bis 1986 vervollständigte er seine Studien in den Vereinigten Staaten von Amerika an der Harvard University und am New England Conservatory of Music und war beeinflusst von George Russell.
Nunmehr ist er Professor am Kunitachi College of Music und lehrt dort Orchestration, Komposition und Musiktheorie.

## Werke

### Werke für Orchester
- 1970: Jo-Ha-Kyu for Orchestra
- 1973: Gaka for Orchestra

### Werke für Blasorchester
- 1988: Movement for Wind Orchestra No. 2 – Savanna
- Movement for Wind Orchestra

### Kammermusik
- 1969: Musica per Flauto e Pianoforte ’69
- 1972: Tapestrie für Percussion-Ensemble

### Klaviermusik
- 1971: Little Suite für Klavier

### Bücher und Schriften
- 1987: Perspectives for Teaching Music Theory
- 1992: Introduction to Musical Form
- 1993: The Correlation of Musical Structures in Popular Music
- 1995: Sonic design : The Views of Robert Cogan and Pozzi Escot
- 1998: The Secret Arts of Maurice Ravel: The Structure of Ecstasy and Gradation in „Bolero“
- 2001: A Study on Niccolò Paganini’s Theme Analysis of „Capice XXIV“

| Personendaten    | Personendaten                       |
| ---------------- | ----------------------------------- |
| NAME             | Ishihara, Tadaoki                   |
| ALTERNATIVNAMEN  | 石原 忠興 (japanisch)               |
| KURZBESCHREIBUNG | japanischer Komponist und Professor |
| GEBURTSDATUM     | 13. Januar 1940                     |
| GEBURTSORT       | Kunitachi, Japan                    |